# Auktion (spel om stick)
Auktion är ett kortspel som spelas med insatser och som går ut på att vinna tre stick av tre möjliga.
En lek med 36 kort (utan tvåor till femmor) används. I given får spelarna tre kort var och ytterligare tre kort läggs åt sidan som talong; resten av leken används inte. Innan spelet börjar hålls en auktion på talongen. Högstbjudande får efter att ha bestämt trumffärg ta upp talongen på hand och välja ut tre kort att spela med. Om denna spelare lyckas vinna alla tre sticken belönas detta med ett belopp ur potten motsvarande det som betalades för talongen, men vid misslyckat spel ska i stället samma belopp betalas till potten.